# Vallée de l'Antenne
Vous lisez un « bon article » labellisé en 2009.
Le site Natura 2000 de la vallée de l’Antenne est une zone spéciale de conservation située en Charente-Maritime et en Charente, dans la vallée de l’Antenne, affluent de rive droite de la Charente. Il couvre l’ensemble de la rivière et la majeure partie de ses affluents, dont le Briou.
Il a été proposé en mars 1999 pour 1 173 ha et validé le 12 février 2004 pour 1 208 ha.
La vallée a été intégrée comme site Natura 2000 car elle abrite sept habitats naturels d’intérêt communautaire et que sont présentes dix-neuf espèces d’intérêt communautaire dont certaines sont jugées prioritaires : le vison d'Europe, des chauves-souris (chiroptères), et un insecte, la rosalie des Alpes.

## Localisation
Le site Natura 2000 de la vallée de l’Antenne était proposé pour 1 173 ha dont 541 en Charente-Maritime et 632 en Charente puis a été porté à 1 208 ha avec 548 ha en Charente-Maritime et 660 en Charente. Il se compose de tout le linéaire de l’Antenne depuis sa source à Fontaine-Chalendray ainsi que du lit majeur de Prignac jusqu’à Cognac.
Le territoire de la vallée de l’Antenne est couvert par plusieurs aires protégées : le site Natura 2000 qui porte le nom de la vallée est limitrophe de deux zones de protection spéciale (ZPS) : celle de la vallée de la Charente moyenne et Seugnes (nommé ZPS 05 dans le tableau ci-dessous) et celle de la plaine de Néré à Bresdon (nommé ZPS 24).
La zone Natura 2000 comprend aussi une zone naturelle d'intérêt écologique, faunistique et floristique (ZNIEFF) du même nom. C’est une ZNIEFF de première génération (type I) qui s’étend sur 709,7  hectares répartis sur cinq communes. Plusieurs ZNIEFFs indiquées ci-dessous se trouvent à proximité sans être incluses dans le périmètre de classement Natura 2000.
Il existe des zones importantes pour la conservation des oiseaux (ZICO) à proximité (notamment sur la vallée de la Charente et de la Seugne) mais pas dans la vallée de l’Antenne elle-même.
| Commune                 | Département           | Superficie (km²) | Superficie classée | Commentaires                   |
| ----------------------- | --------------------- | ---------------- | ------------------ | ------------------------------ |
| Aujac                   | Charente-Maritime     | 8,73             | 0,440              |                                |
| Aumagne                 | Charente-Maritime     | 20,50            | 0,000              |                                |
| Authon-Ébéon            | Charente-Maritime     | 11,65            | 0,116              |                                |
| Bagnizeau               | Charente-Maritime     | 9,63             | 0,090              |                                |
| Blanzac-lès-Matha       | Charente-Maritime     | 9,42             | 0,090              |                                |
| Bresdon                 | Charente-Maritime     | 16,67            | 0,000              | ZPS 24                         |
| La Brousse              | Charente-Maritime     | 18,84            | 0,188              |                                |
| Cherves-Richemont       | Charente              | 37,94            | 2,660              | ZNIEFF no 467 et ZNIEFF no 002 |
| Cognac                  | Charente              | 15,50            | 0,010              | ZPS 05 et ZNIEFF no 574        |
| Courcerac               | Charente-Maritime     | 6,20             | 0,370              |                                |
| Cressé                  | Charente-Maritime     | 10,96            | 0,329              | ZPS 24                         |
| Fontaine-Chalendray     | Charente-Maritime     | 18,86            | 0,033              |                                |
| Gibourne                | Charente-Maritime     | 11,00            | 0,000              |                                |
| Haimps                  | Charente-Maritime     | 18,47            | 0,000              |                                |
| Javrezac                | Charente              | 3,66             | 0,220              |                                |
| Louzac-Saint-André      | Charente              | 10,04            | 0,300              | ZNIEFF no 002                  |
| Massac                  | Charente-Maritime     | 9,15             | 0,090              |                                |
| Matha                   | Charente-Maritime     | 19,08            | 0,190              |                                |
| Mesnac                  | Charente              | 6,51             | 0,840              | ZNIEFF no 467                  |
| Migron                  | Charente-Maritime     | 15,06            | 1,350              | ZNIEFF no 467                  |
| Mons                    | Charente-Maritime     | 15,63            | 0,780              |                                |
| Prignac                 | Charente-Maritime     | 6,77             | 0,340              |                                |
| Saint-Ouen-la-Thène     | Charente-Maritime     | 7,01             | 0,070              |                                |
| Saint-Sulpice-de-Cognac | Charente              | 23,82            | 2,570              | ZNIEFF no 467 et ZNIEFF no 542 |
| Le Seure                | Charente-Maritime     | 5,68             | 0,680              | ZNIEFF no 467                  |
| Siecq                   | Charente-Maritime     | 11,66            | 0,000              |                                |
| Sonnac                  | Charente-Maritime     | 17,12            | 0,020              |                                |
| Thors                   | Charente-Maritime     | 5,55             | 0,100              | ZNIEFF no 711.                 |
| Les Touches-de-Périgny  | Charente-Maritime     | 21,56            | 0,210              | ZPS 24                         |
| Total des 29 communes   | Total des 29 communes | 392,67           | 12,080 (3,1 %)     |                                |

## Géographie et hydrographie

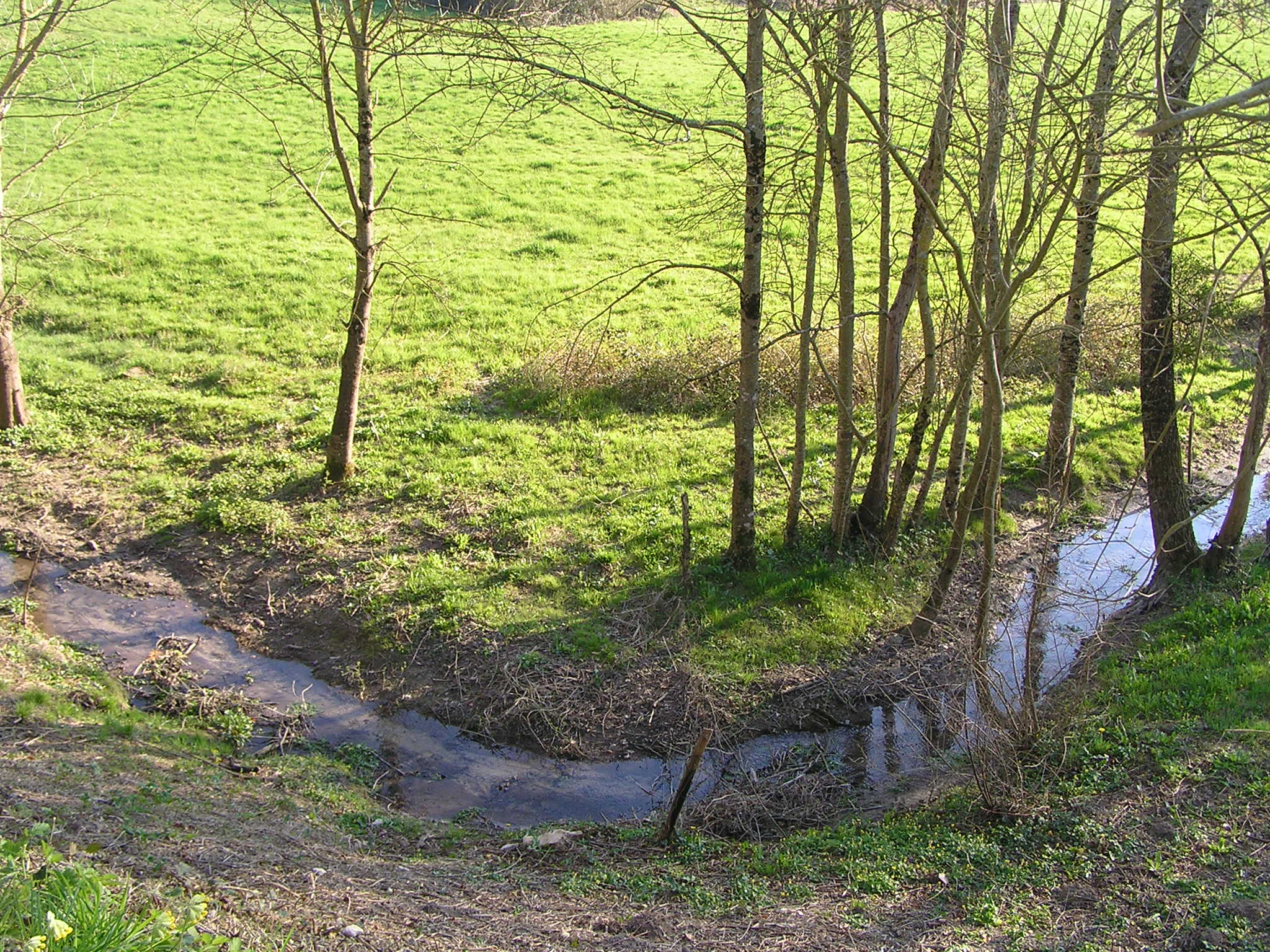
L’Antenne près de sa source à Fontaine-Chalendray.

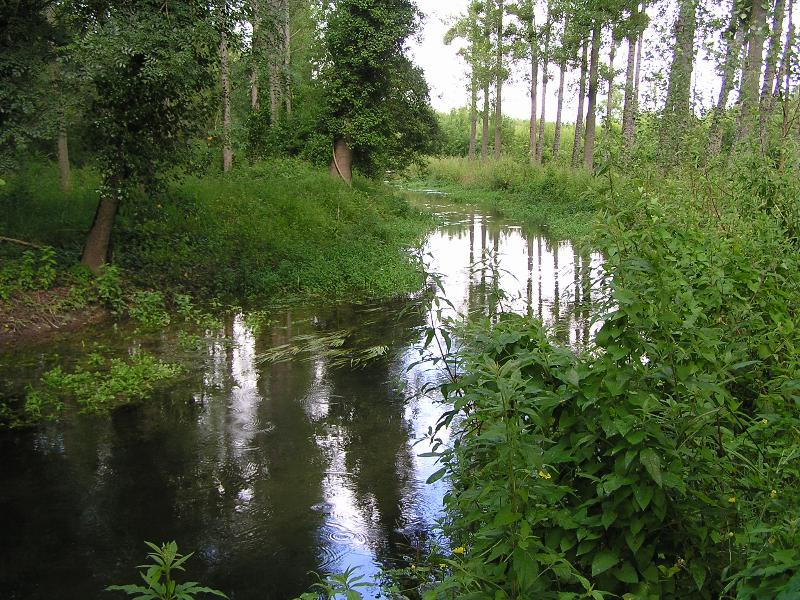
L’Antenne au moulin de Chazotte, vue vers Mesnac.

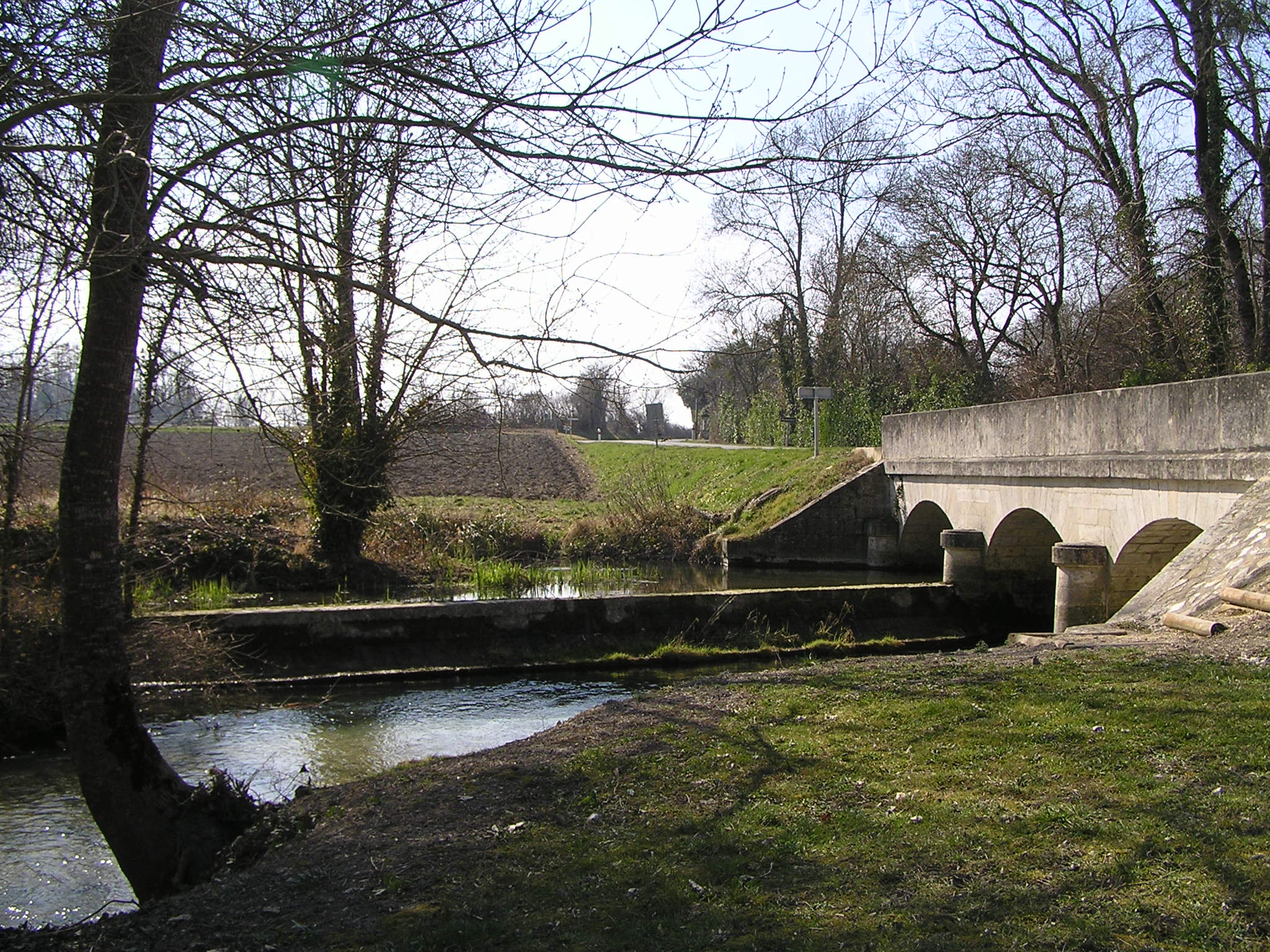
La confluence de l’Antenne et du Briou à Prignac.

Les 1 208 hectares du site se situent à une altitude qui culmine à 50 mètres et descend lentement au fil du cours des rivières pour atteindre 10 mètres à la confluence avec la Charente. Le dénivelé est donc de 40 mètres, très faible dans la seconde partie de la rivière ce qui explique les méandres, bras multiples et marais.
Ce site est composé pour 10 % de l’eau de la rivière, eau courante et eau stagnante. L’Antenne est une petite rivière d’une longueur de 48,3 km à régime pluvial océanique aux eaux de bonne qualité, et constituée de deux parties. Au nord de Prignac, seuls les lits mineurs des linéaires de l’Antenne et d’une partie de ses affluents (le Briou) ont été intégrés dans la zone Natura 2000 car la présence d’assecs estivaux est préjudiciable à un bon état de conservation.
De Prignac à la confluence avec la Charente, la rivière présente de très nombreux bras secondaires et une importante surface inondable qui en font un des sites alluviaux régionaux les mieux conservés. Sur cette partie aval, c’est l’ensemble du lit majeur qui est en zone Natura 2000.
Les 80 % du site en forêts sont en presque totalité répartis en 48 % de forêts caducifoliées et 32 % de forêts en monoculture, presque exclusivement des peupleraies. La ripisylve d’aulnaie-frênaie alterne avec des plantations de peupliers, des roselières et quelques prairies inondables.
Les cultures céréalières représentent 6 % de sa surface, les autres surfaces (zones urbanisées, routes) 2 %.
Deux zones de pelouses sèches et de prairies semi-naturelles humides qui représentent chacune 1 % de la surface sont d’un grand intérêt.

## Historique
Le site Natura 2000 de la vallée de l’Antenne fait partie de la liste nationale française des sites soumis à la formation du réseau Natura 2000 et a été intégré au réseau Natura 2000 sous le numéro FR5400473 en mars 1999.
La procédure est gérée par la sous-préfecture de Saint-Jean-d'Angély avec comme opérateur la Ligue pour la protection des oiseaux (LPO) de Rochefort.
Le comité de pilotage ou « Copil » chargé de veiller à la bonne application et au bon déroulement de la gestion du site est composé des représentants des collectivités, notamment les maires des communes concernées, des associations de riverains, sylviculteurs, pêcheurs, et protecteurs de la nature, entre autres.
Le gestionnaire de la LPO a d’abord été chargé de la rédaction du document d’objectifs (couramment appelé DOCOB) qui a été validé le 12 février 2004. La charte Natura 2000, qui doit être annexée au DOCOB, a été validée le 25 février 2009.
Les chartes Natura 2000 commenceront à être signées en 2009.
Les contrats Natura 2000 sont eux passés directement avec l’État ou avec l’Europe, qu’il s’agisse de mesures agro-environnementales territorialisées (MAEt) pour des terres agricoles ou des contrats Natura 2000 de terres non agricoles (hors SAU).

## Habitats d’intérêt communautaire
Le site Natura 2000 de la vallée de l’Antenne abrite sept habitats naturels d’intérêt communautaire tels qu’ils sont définis dans la directive habitats (directive de l’Union européenne 92/43/CEE, annexe I), tous d’importance C (moins de 2 % des surfaces existantes en France).

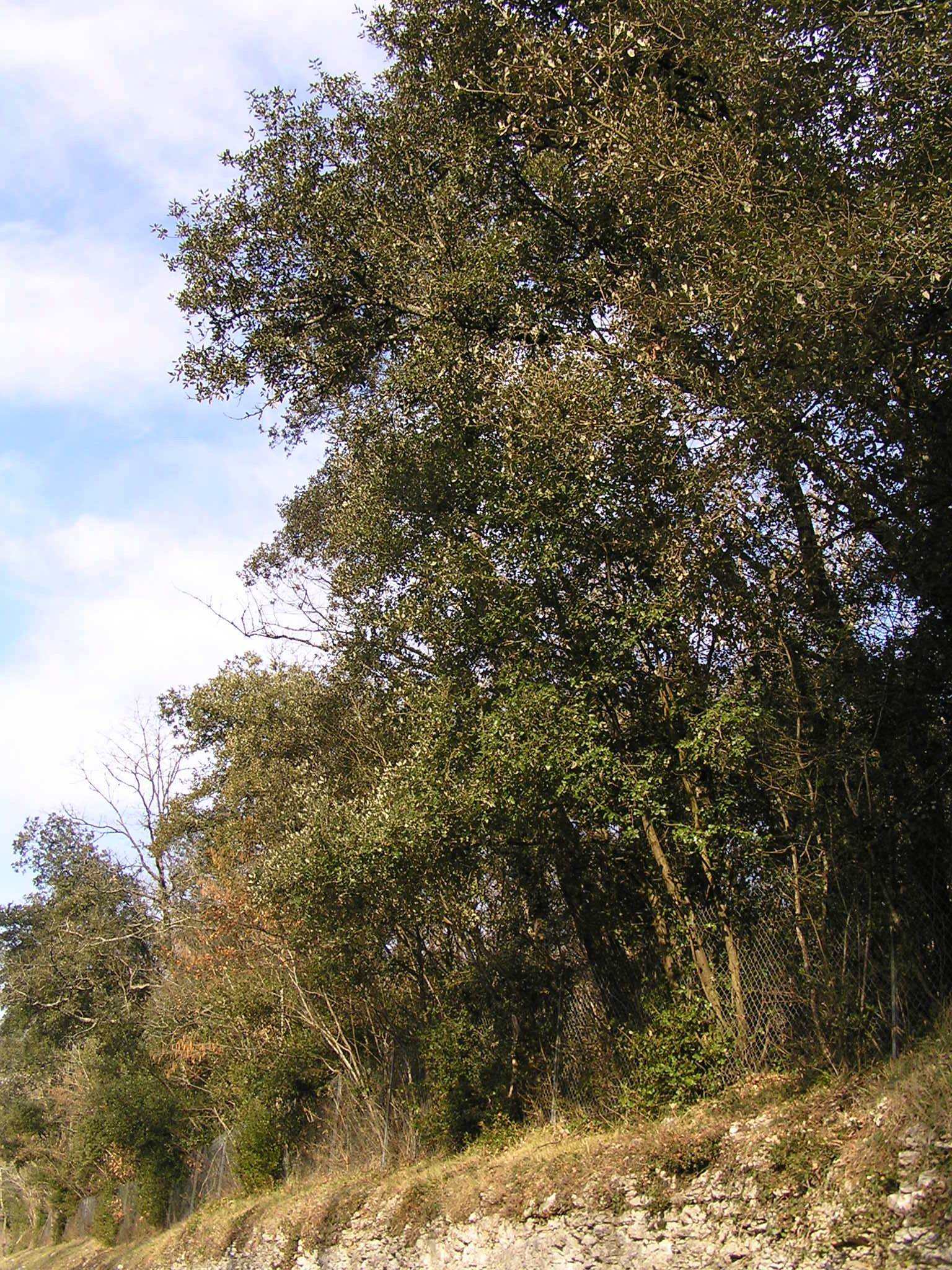
Station de chênes-verts à Bricoine (Cherves-Richemont).

La frênaie alluviale ou forêt alluviale résiduelle à frêne commun (Fraxinus excelsior) et aulne glutineux (Alnus glutinosa) couvre 598 ha, soit 52 % du site.
Une forêt de chênes verts (Quercus ilex) couvre 37,01 ha soit 3 % du site sur Cherves-Richemont entre la rivière et la D731 au « bois d’Ouillat ».
La rivière constitue deux sites :
- sur la moitié de sa surface, soit 5 % du site, l’eau stagne sous forme de lacs eutrophes naturels (une eau très riche en algues et en plantes) ;
- et, pour 5 % du site, la rivière elle-même, en eau courante, est habitat d’intérêt communautaire.

Sur la commune de Saint-Sulpice-de-Cognac, des carrières de pierre souterraines abandonnées forment un gite de cavités souterraines à chauves-souris. Les colonies de chiroptères les utilisent comme gite d’hibernation, mais aussi comme gite de reproduction.
Les pelouses calcicoles qui sont comprises pour 6,74 ha dans la zone Natura 2000 sont un ensemble de pelouses sèches où le calcaire affleure. Les graminées, d’autres plantes annuelles et des orchidées forment un habitat spécifique. L’astragale de Montpellier (Astragalus monspessulanus) est l’espèce la plus rare.
Des prairies maigres de fauche de basse altitude forment le septième habitat naturel d’intérêt communautaire.

## Espèces d’intérêt communautaire
Le site Natura 2000 de la vallée de l’Antenne abrite dix-neuf espèces d’intérêt communautaire telles qu’elles sont définies dans la directive habitats, annexe II.

### Mammifères
Le vison d’Europe (Mustela lutreola) et la loutre (Lutra lutra) sont des occupants permanents des rives du site.
Ce site est d’importance B pour le vison d’Europe (présence de 2 % à 15 % de l’effectif connu en France) et C pour la loutre (moins de 2 % de l’effectif connu en France).
Les chauves-souris sont présentes dans toute la vallée qui leur sert de zone de chasse ; les espèces présentes sont : barbastelle (Barbastella barbastellus), grand rhinolophe (Rhinolophus ferrumequinum) et petit rhinolophe (Rhinolophus hipposideros), grand murin (Myotis myotis), minioptère de Schreibers (Miniopterus schreibersii), vespertilion à oreilles échancrées (Myotis emarginatus) et vespertilion de Bechstein (Myotis bechsteinii). Pour tous ces chiroptères, le site est d’importance C, avec moins de 2 % de l’effectif connu en France.
Le comptage des hibernants durant l’hiver 2007-2008 donne 442 individus (540 en 2008-2009), de sept espèces différentes. Ce sont 383 grands rhinolophes (409 en 2008-2009), 12 petits rhinolophes (19 en 2008-2009), 41 vespertilions à oreilles échancrées (98 en 2008-2009), 2 vespertilions de Bechstein (1 en 2008-2009) et 2 barbastelles (2 aussi en 2008-2009) (ces dernières privilégient d’autres habitats et sont très nombreuses et visibles l’été dans toute la vallée). Il a aussi été compté 1 oreillard roux (Plecotus auritus) (9 en 2008-2009) et 1 murin à moustaches (Myotis mystacinus) (2 en 2008-2009).
Durant l’été 2007 des sorties nocturnes ont permis d’identifier onze espèces, dont certaines ne sont pas comptabilisées parmi les hibernants du site des Chaudrolles et en particulier vespertilion de Daubenton (Myotis daubentonii), vespertilion de Natterer (Myotis nattereri), sérotine commune (Eptesicus serotinus), pipistrelle de Kuhl (Pipistrellus kuhlii), barbastelle commune (Barbastella barbastellus) et noctule commune (Nyctalus noctula).
La pipistrelle commune (Pipistrellus pipistrellus) est très présente.
La majorité des gites de reproduction reste inconnue.

### Invertébrés
Sur le site est présent un invertébré rare, la rosalie des Alpes (Rosalia alpina), plus ou moins inféodée en Nouvelle-Aquitaine à ce type de milieu. Elle est reconnue espèce prioritaire car elle est « en danger de disparition sur le territoire européen des États membres et pour la conservation desquels l’Union européenne porte une responsabilité particulière ».
Sont aussi présents l’agrion de Mercure (Coenagrion mercuriale), la cordulie à corps fin (Oxygastra curtisii), le gomphe de Graslin (Gomphus graslinii), le grand capricorne (Cerambyx cerdo) et le lucane cerf-volant (Lucanus cervus). Le grand cuivré ou cuivré des marais (Lycaena dispar), n'a pas été retrouvé et serait donc disparu.

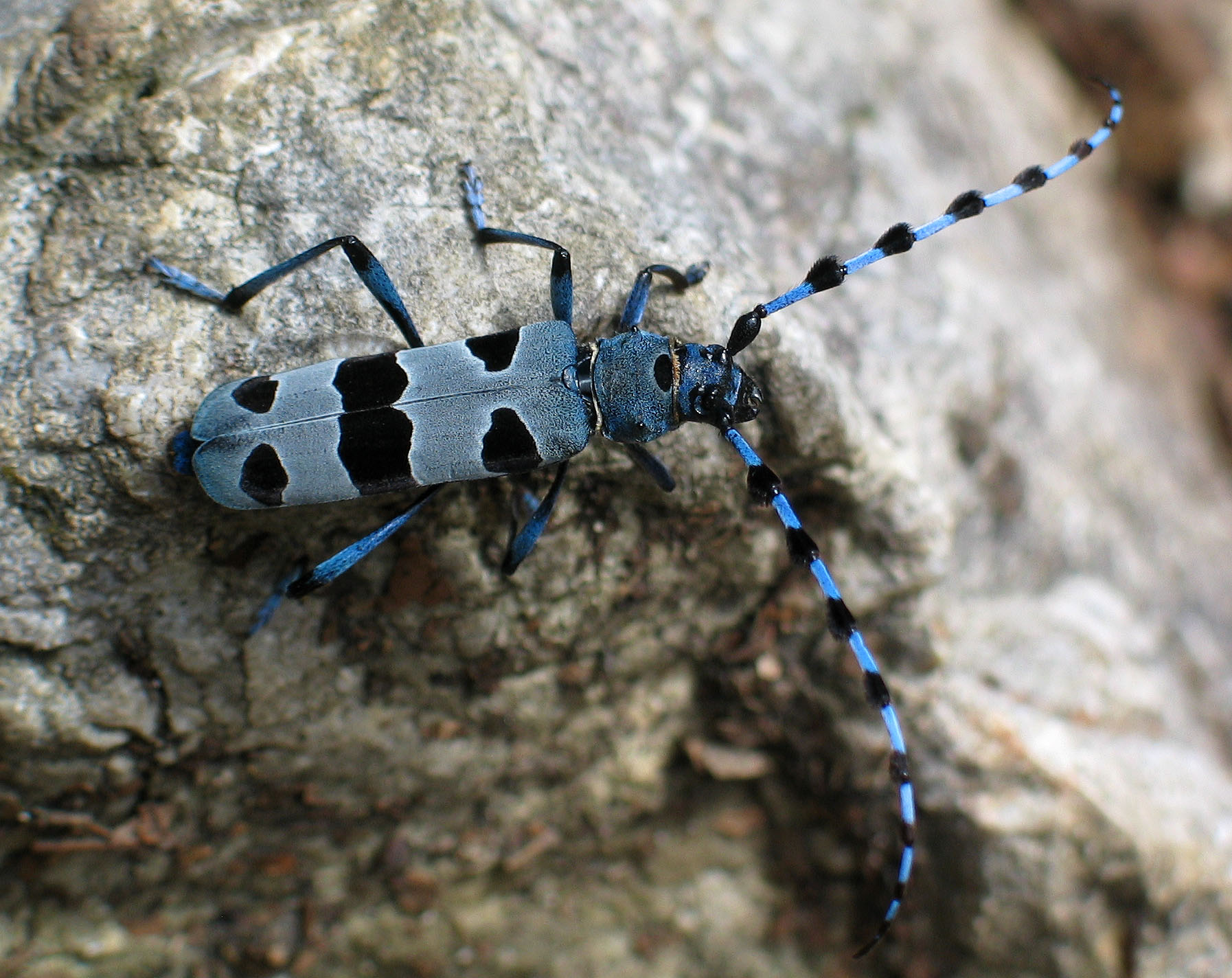
Rosalie des Alpes.
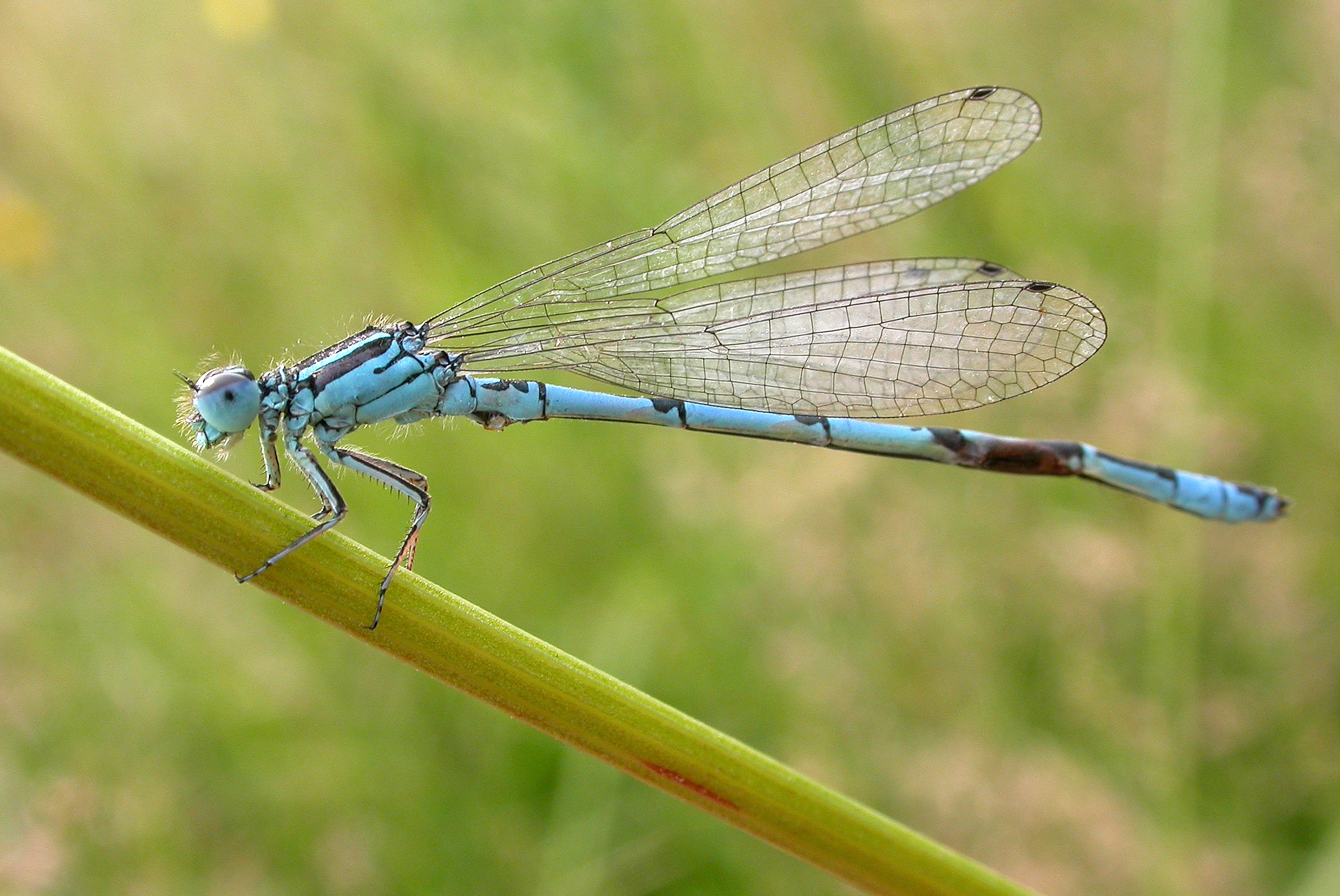
agrion de Mercure.
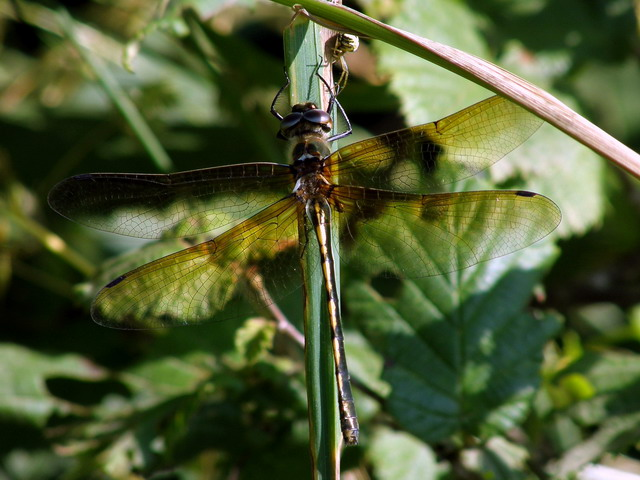
Cordulie à corps fin.
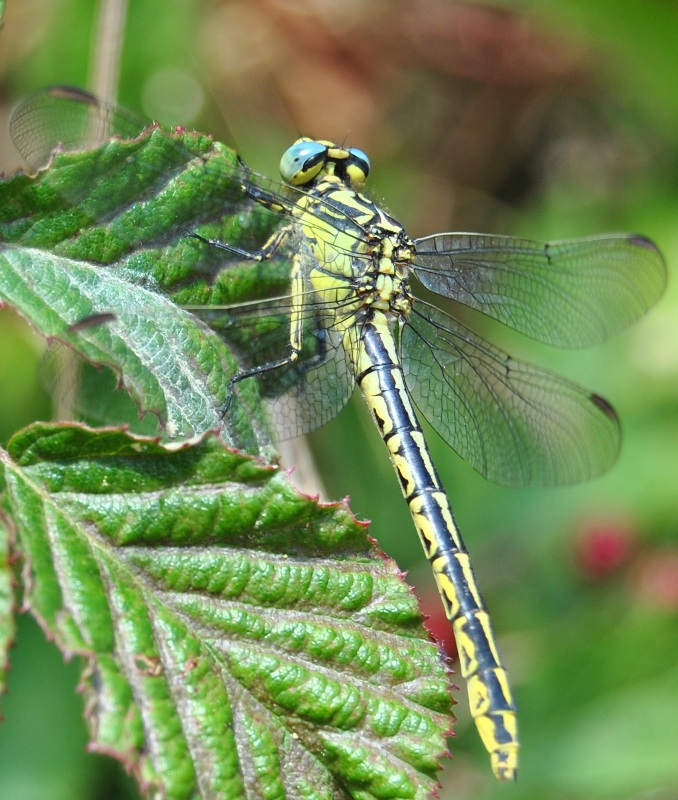
gomphe de Graslin.
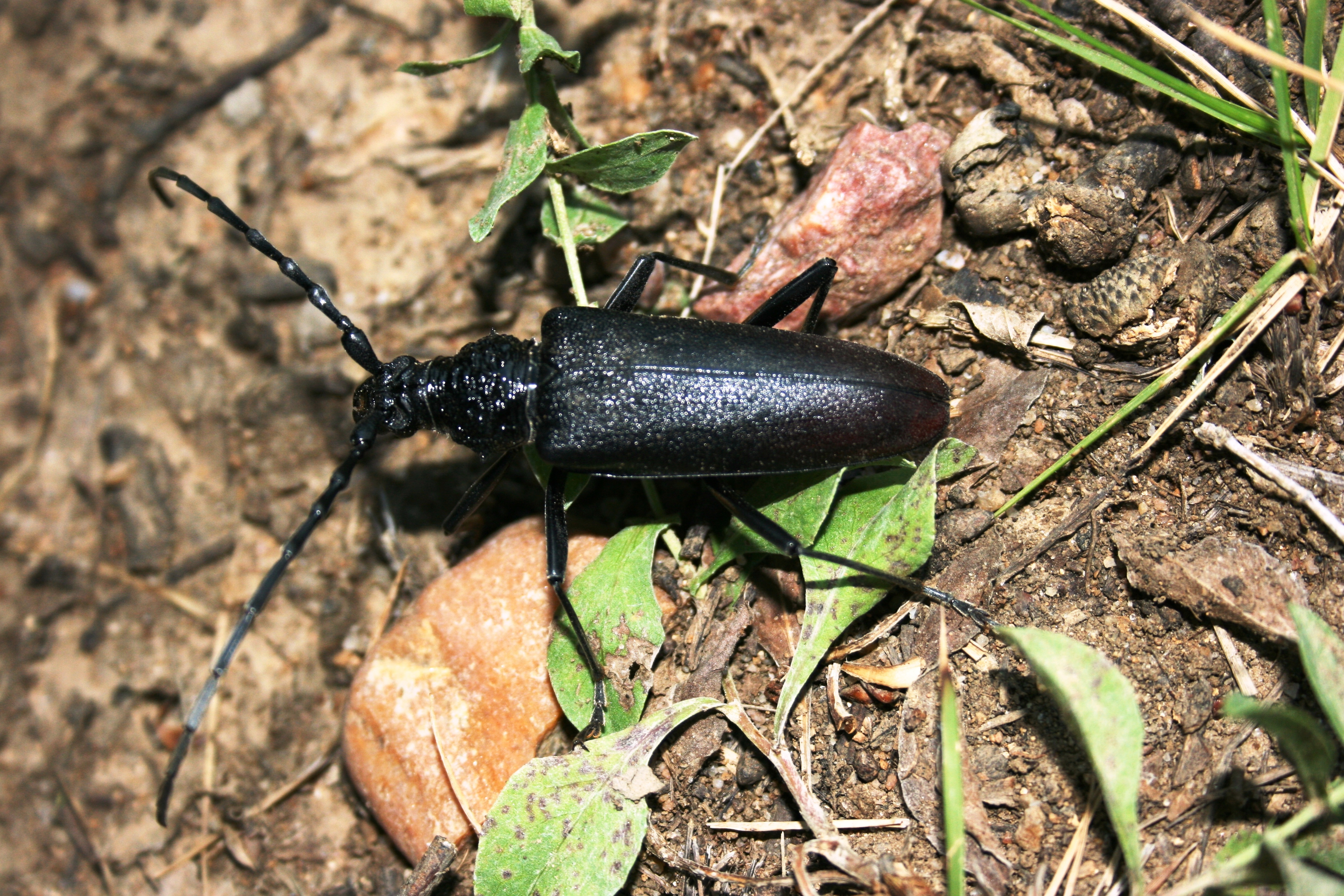
Grand capricorne.

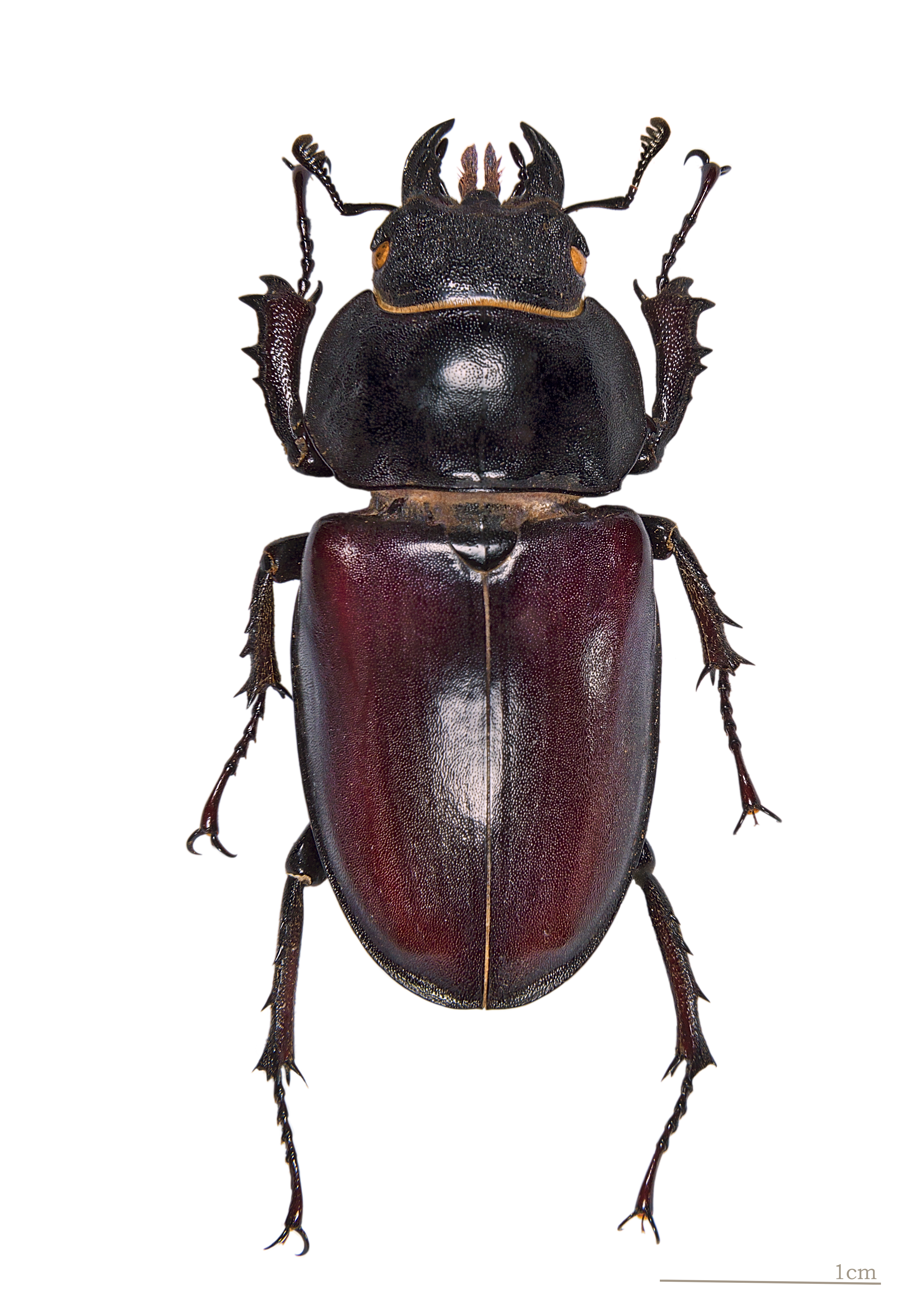
Lucane cerf-volant femelle.
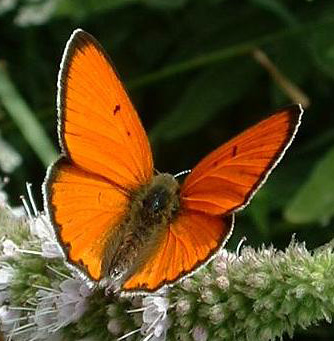
Cuivré des marais.
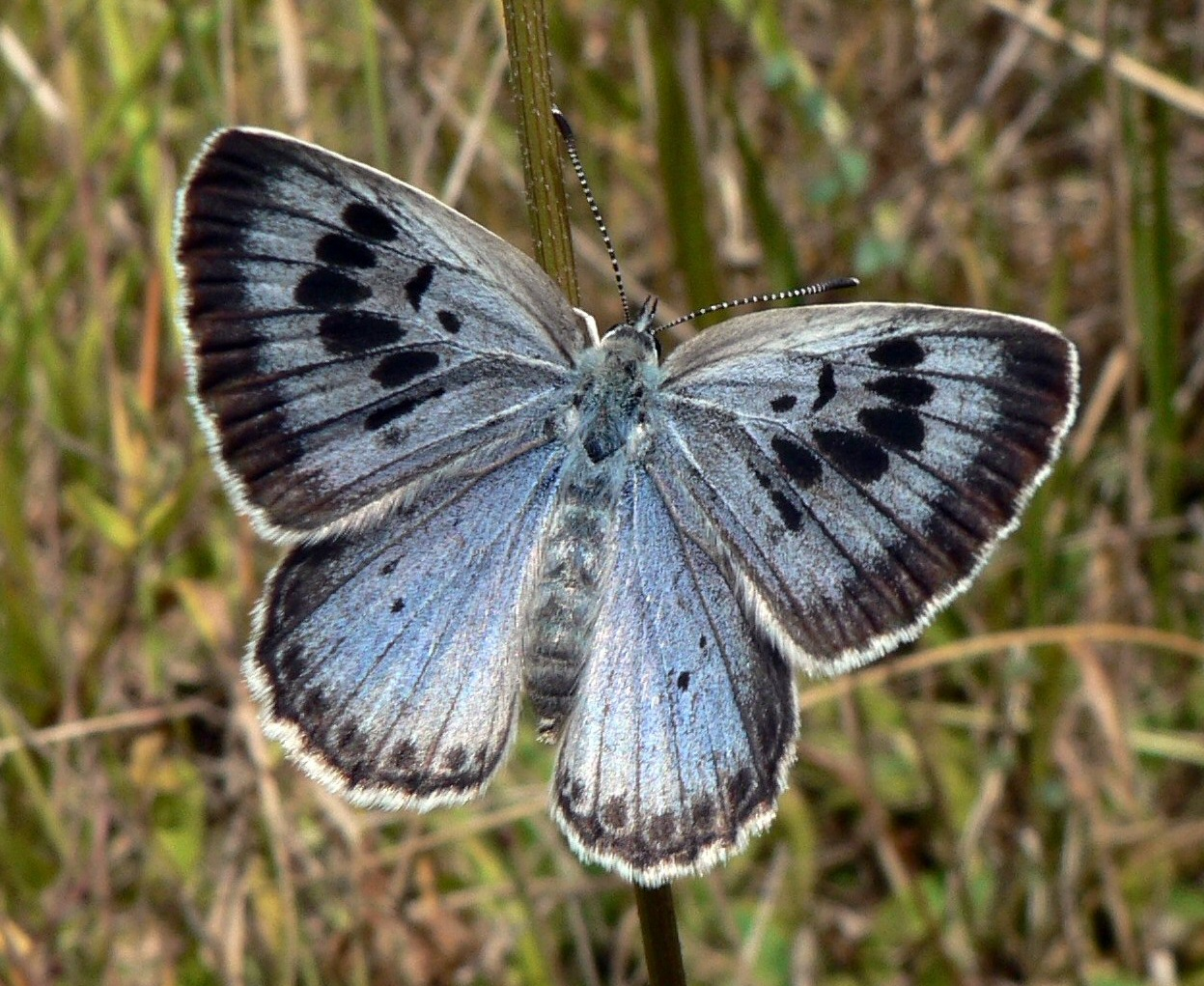
Azuré du serpolet.
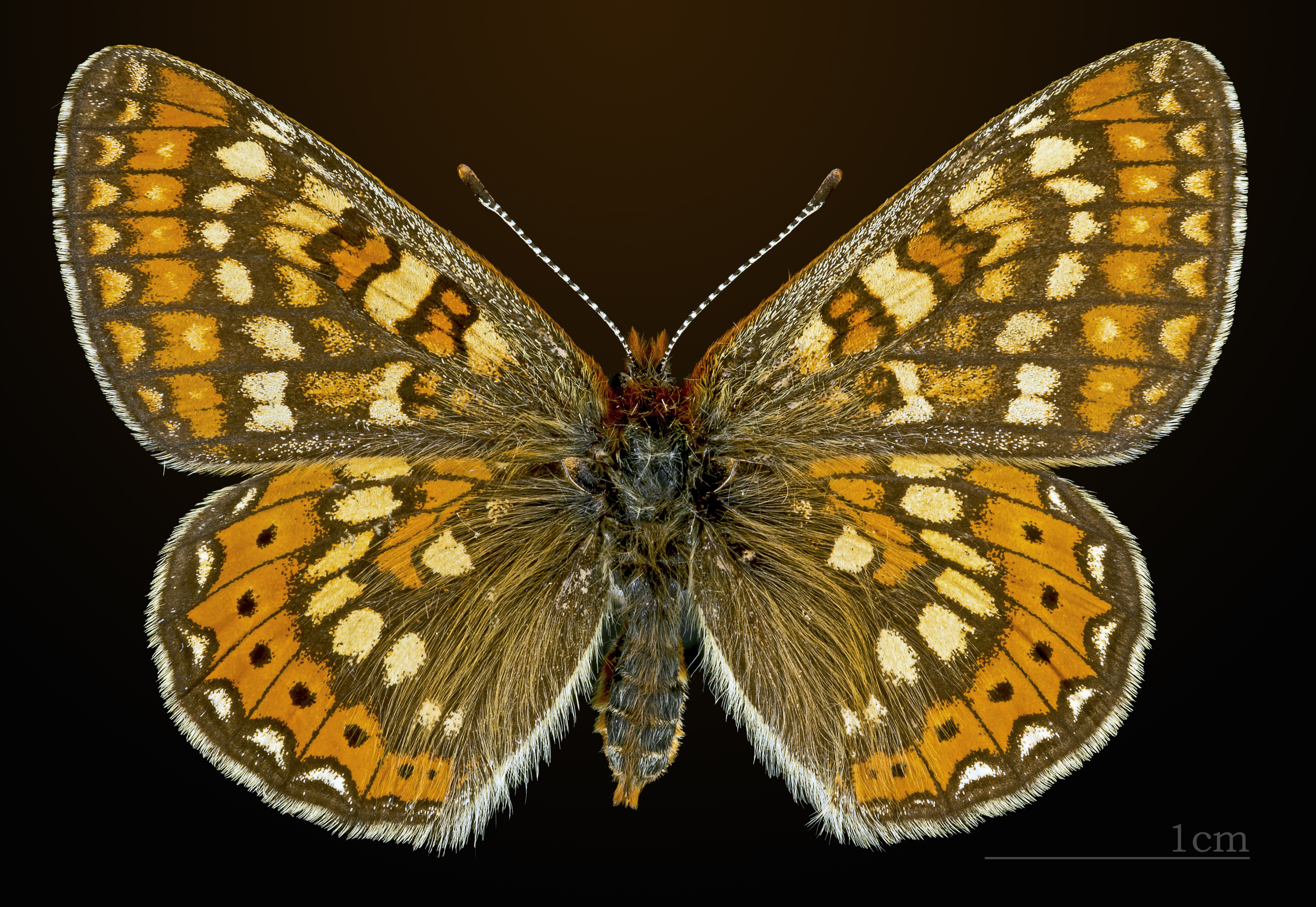
Damier de la succise.

Pour ces espèces, le site est d’importance C (présence de moins de 2 % de l’effectif connu en France).
Depuis l'inventaire fait pour l'élaboration du dossier du site ont été trouvés l'Azuré du serpolet (Phengaris arion) sur deux sites de deux communes et le Damier de la succise Euphydryas aurinia sur un site.

### Poissons
Le chabot commun (Cottus gobio), la lamproie de Planer (Lampetra planeri) et la lamproie de rivière (Lampetra fluviatilis) sont les trois espèces d’intérêt communautaire présentes sur le site. Pour ces trois espèces, le site est d’importance C (présence de moins de 2 % de l’effectif connu en France).

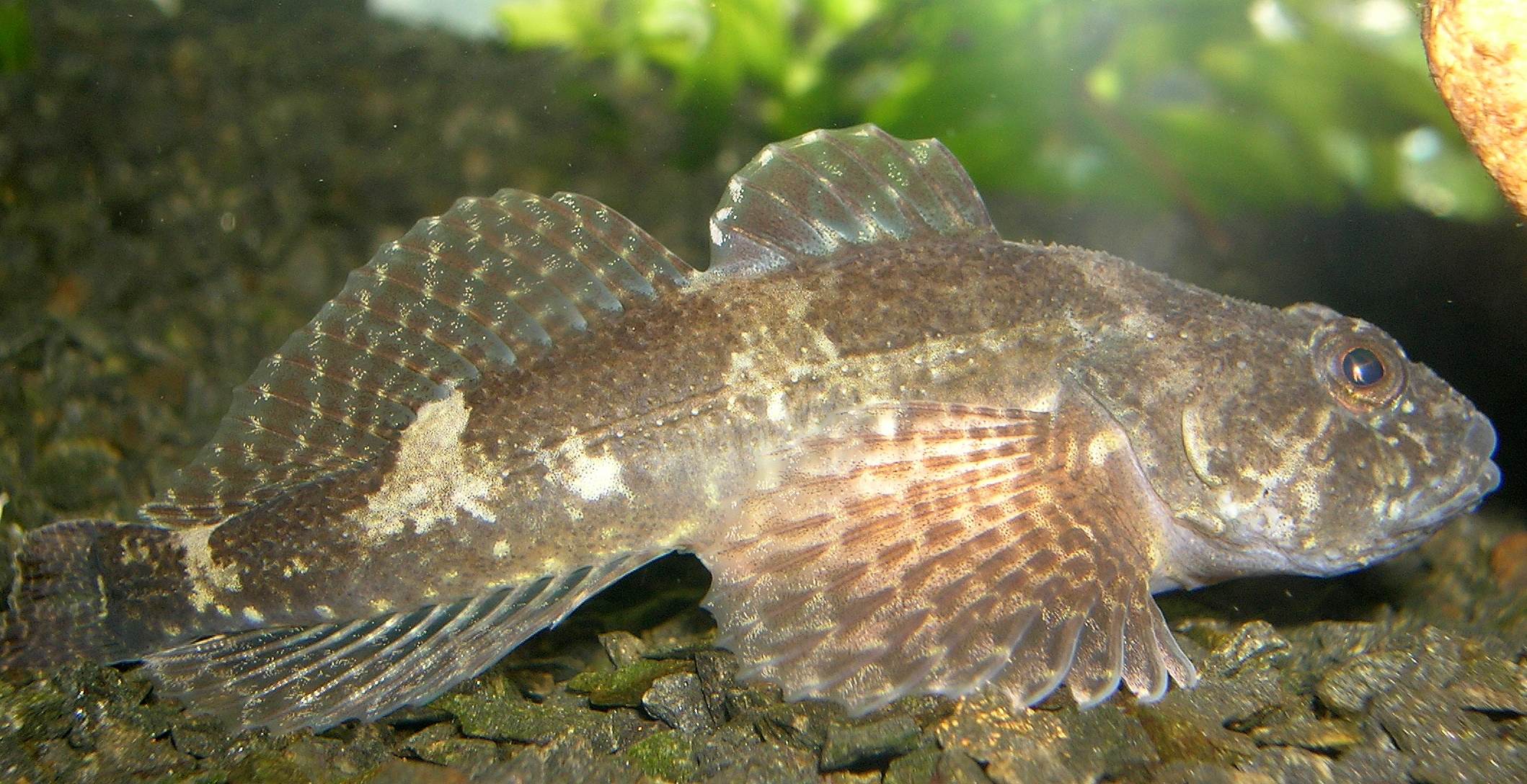
Chabot.
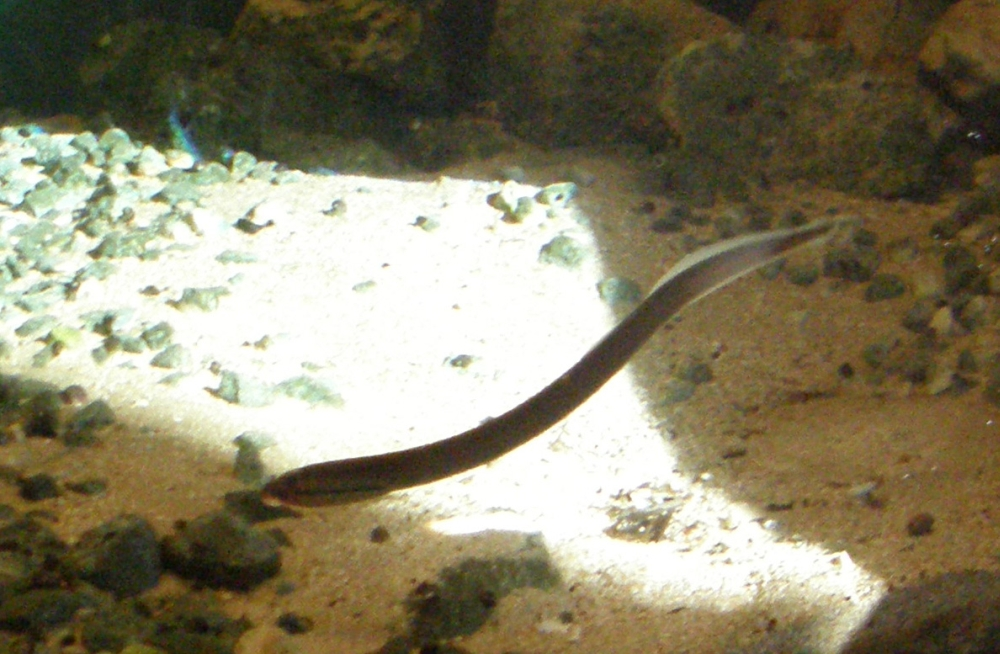
Lamproie de Planer.

Par ailleurs, l’Antenne est classée en 1re catégorie pour la pêche avec présence de truites.

## Espèces remarquables bien que n’étant pas d’intérêt communautaire

### Autres mammifères
La genette et le putois se rencontrent également sur le site.

### Oiseaux
La liste officielle comporte cinq rapaces diurnes migrateurs, le milan noir (Milvus migrans), la bondrée apivore (Pernis apivorus), le busard des roseaux (Circus aeruginosus), le busard Saint-Martin (Circus cyaneus) et le circaète Jean-le-Blanc (Circaetus gallicus), spécialisé dans la chasse des serpents.

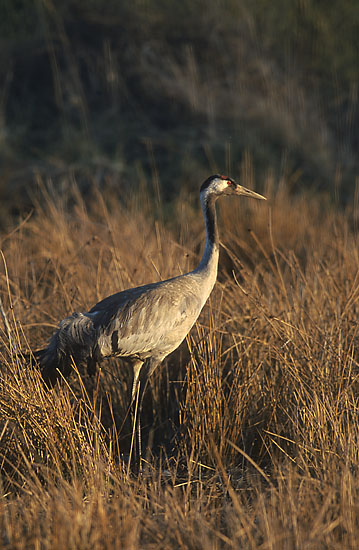
Grue cendrée.
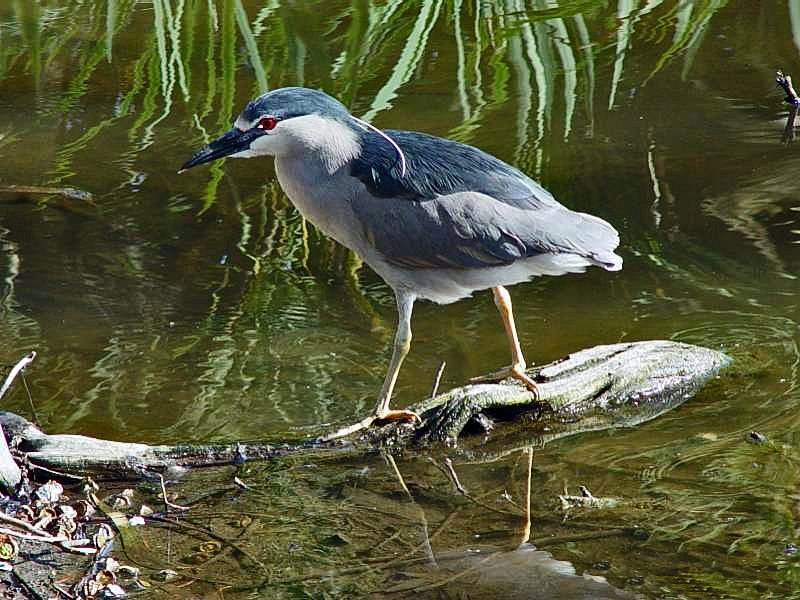
Bihoreau gris.
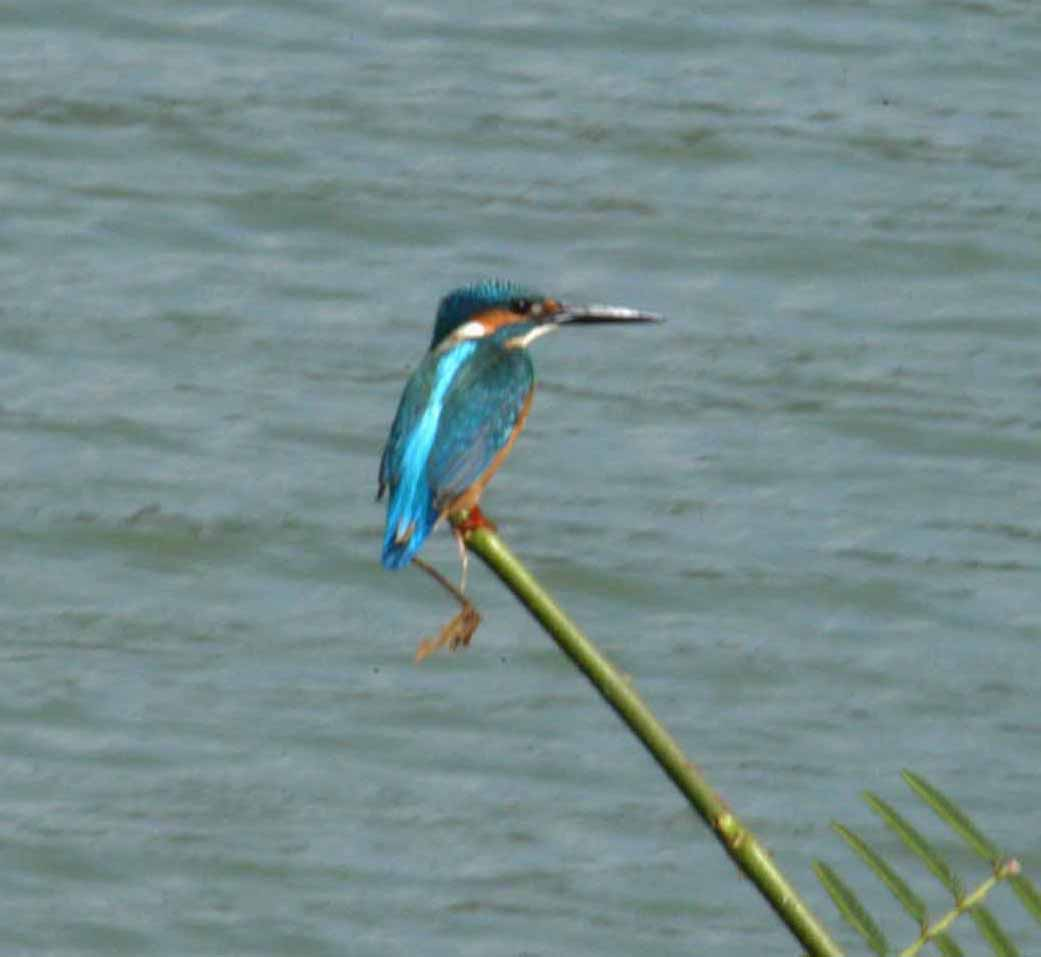
Martin-pêcheur.
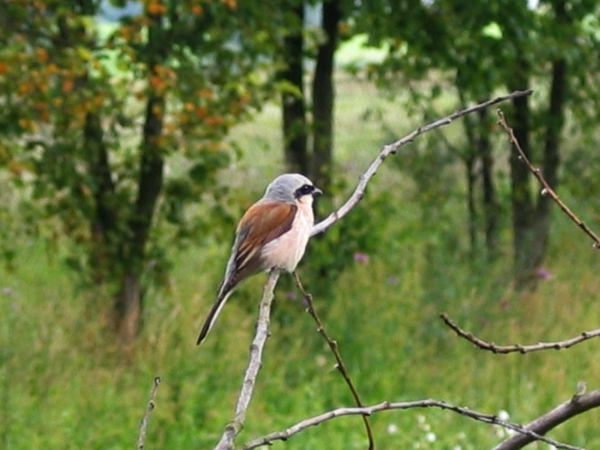
Pie-grièche écorcheur.

L’engoulevent d’Europe (Caprimulgus europaeus), un chasseur nocturne de papillons, deux échassiers, le bihoreau gris (Nycticorax nycticorax) et la grue cendrée (Grus grus), ainsi que le martin-pêcheur (Alcedo atthis) et un passereau, la pie-grièche écorcheur (Lanius collurio), complètent cette liste.
Les études de Charente-Nature (association France nature environnement) confirment également la présence de nombreuses autres espèces, des rapaces diurnes : la buse variable (Buteo buteo), l’épervier d’Europe (Accipiter nisus), le faucon crécerelle (Falco tinnunculus) et le faucon hobereau (Falco subbuteo) qui revient à la fin du printemps, et des rapaces nocturnes : la chouette hulotte (Strix aluco), la chouette effraie (Tyto alba) et le hibou moyen-duc (Asio otus).
Sont également présents l’alouette des champs (Alauda arvensis) et la perdrix rouge (Alectoris rufa), le pigeon ramier (Columba palumbus) et la tourterelle des bois (Streptopelia turtur). Le coucou gris (Cuculus canorus), l’hirondelle rustique (Hirundo rustica) et le martinet noir (Apus apus) reviennent au printemps comme la huppe fasciée (Upupa epops). Le geai des chênes (Garrulus glandarius) se rencontre ainsi que les pics, le pic vert (Picus viridis), le torcol fourmilier (Jynx torquilla) et le pic épeiche (Dendrocopos major).
Les oiseaux aquatiques les plus rencontrés sont le grand cormoran (Phalacrocorax carbo), la cigogne blanche (Ciconia ciconia), le cygne tuberculé (Cygnus olor), l’aigrette garzette (Egretta garzetta), le héron cendré (Ardea cinerea) et le héron pourpré (Ardea purpurea), la poule d’eau (Gallinula chloropus), le grèbe castagneux (Tachybaptus ruficollis), la bécassine des marais (Gallinago gallinago), le chevalier guignette (Actitis hypoleucos) qui revient l’été, et de denses colonies de hérons garde-bœufs (Bubulcus ibis) de passage.
Les canards présents sont de surface comme le canard colvert (Anas platyrhynchos), la sarcelle d’hiver (Anas crecca) ou plongeurs comme le fuligule morillon (Aythya fuligula).

### Reptiles
Deux espèces de lézards, le lézard vert (Lacerta viridis) et le lézard des murailles (Podarcis muralis), ainsi que deux serpents, la couleuvre verte et jaune (Hierophis viridiflavus) et la couleuvre d'Esculape (Elaphe longissima) sont présents.

### Amphibiens
Les amphibiens sont très présents avec la remarquable spéciation sympatrique des deux rainettes françaises.
Sont présents la rainette méridionale (Hyla meridionalis), la rainette verte (Hyla arborea), l'alyte accoucheur (Alytes obstetricans), le crapaud calamite (Bufo calamita), la grenouille verte (Rana esculenta), la grenouille rieuse (Rana ridibunda), la grenouille agile (Rana dalmatina) et la grenouille rousse (Rana temporaria).
Le triton marbré (Triturus marmoratus) se trouve aussi sur le site.

### Flore
Orchis odorant (Anacamptis coriophora subsp. fragrans), une sous-espèce de l’orchis punaise, orchis pourpre (Orchis purpurea), homme-pendu (Orchis anthropophora), biscutelle de Guillon (Biscutella guillonii) et astragale de Montpellier (Astragalus monspessulanus) — cette dernière est protégée en Nouvelle-Aquitaine — sont inféodés aux terrasses calcaires. La biscutelle de Guillon est très spécifique du site.

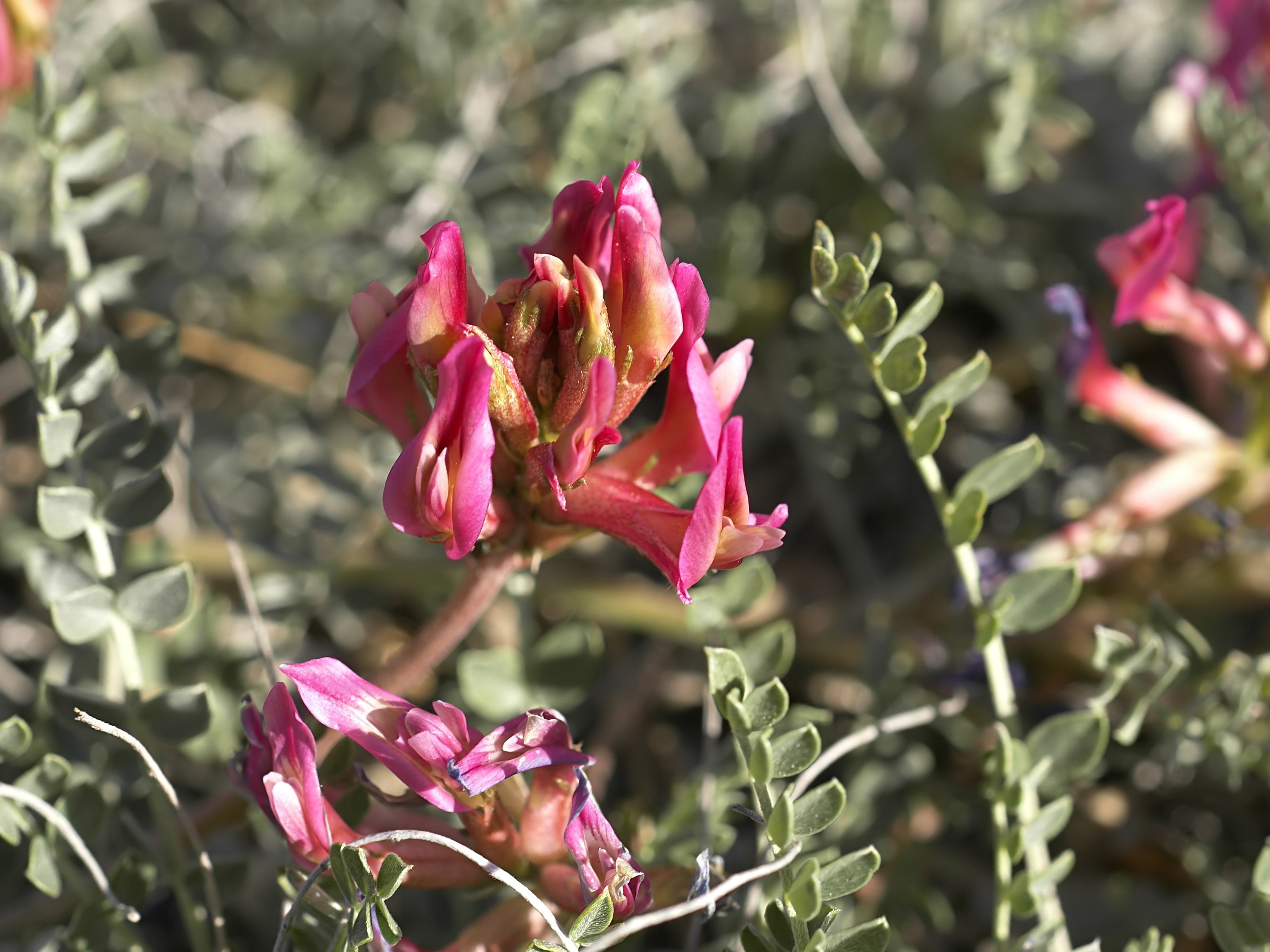
Astragale de Montpellier.
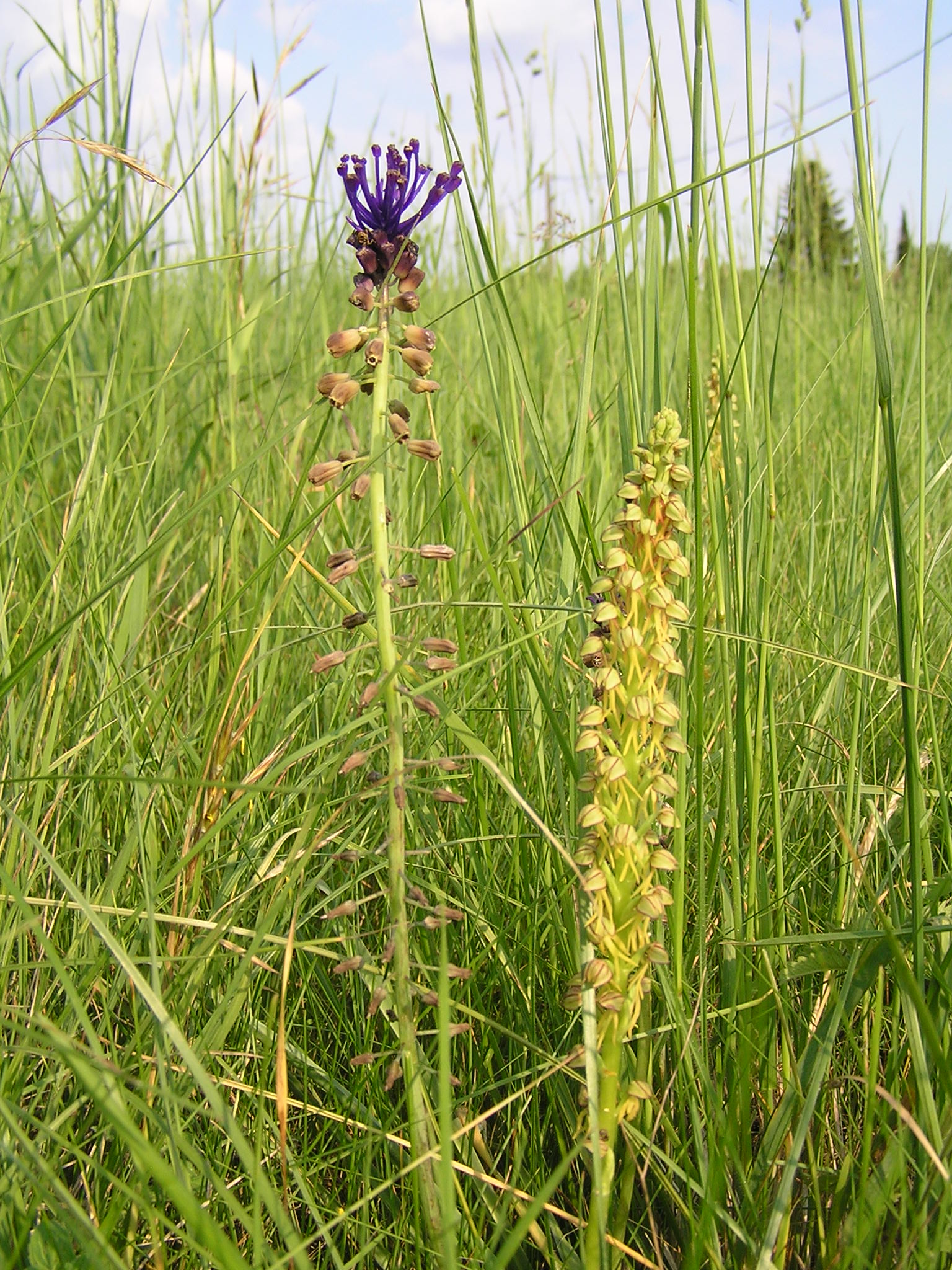
Muscari à toupet et homme-pendu.
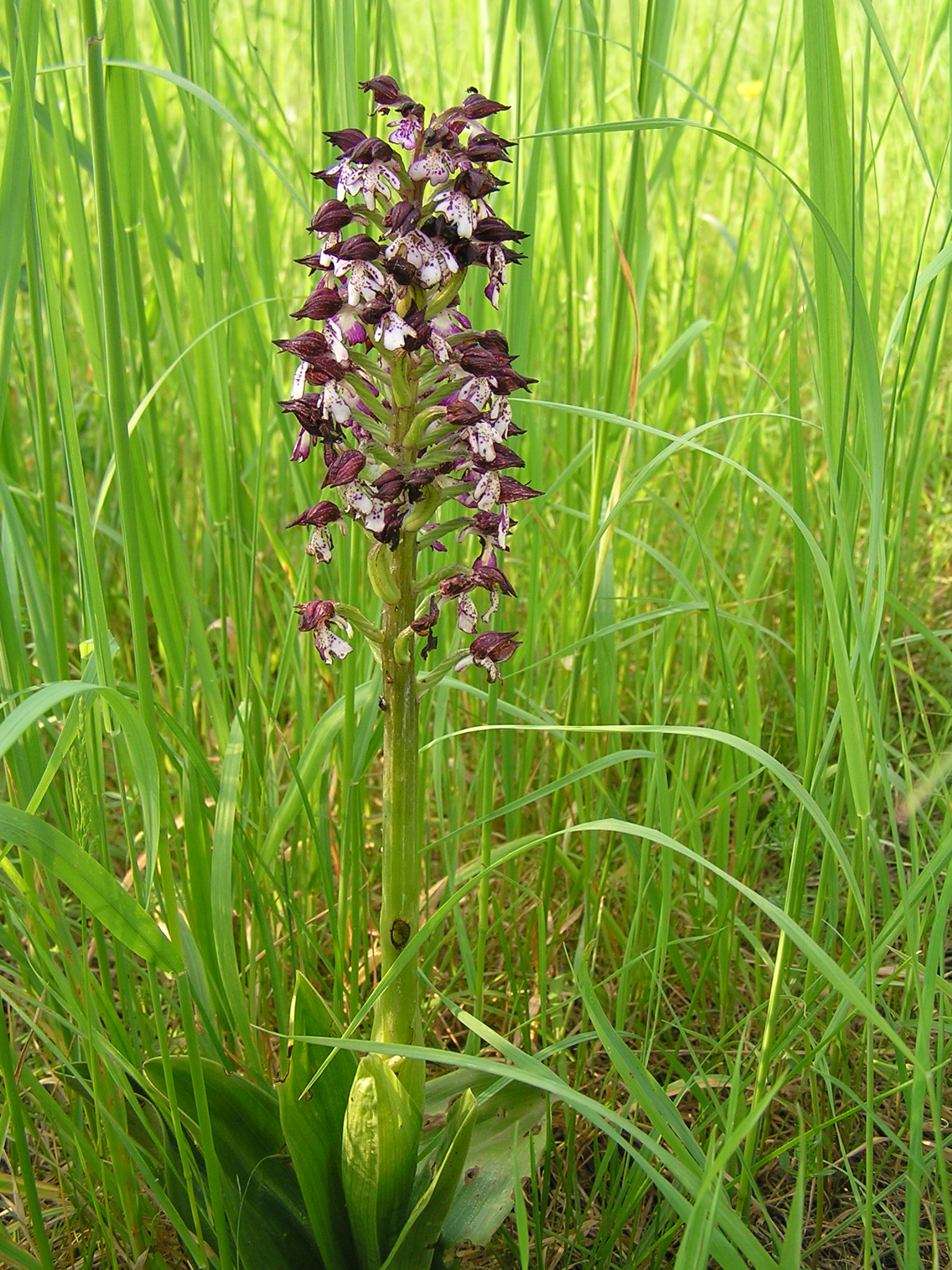
Orchis pourpre.
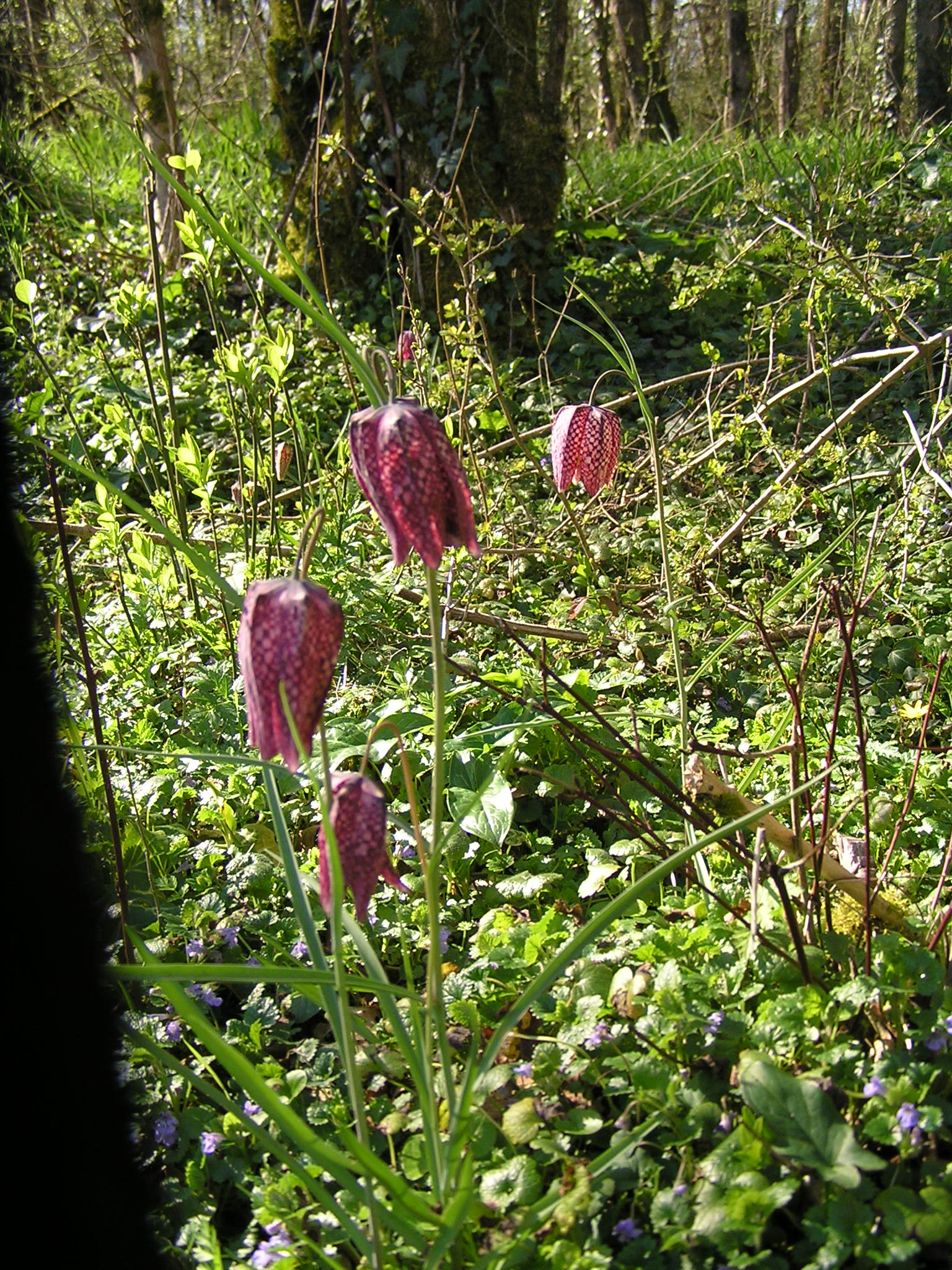
Fritillaire pintade.

Dans les zones humides les plantes les plus remarquables sont l’asphodèle blanc (Asphodelus albus) et la fritillaire pintade (Fritillaria meleagris), plante patrimoniale qui a fait l’objet d'un inventaire sur l’ensemble du département de la Charente de 2005 à 2007 par Charente-Nature.

## Actions

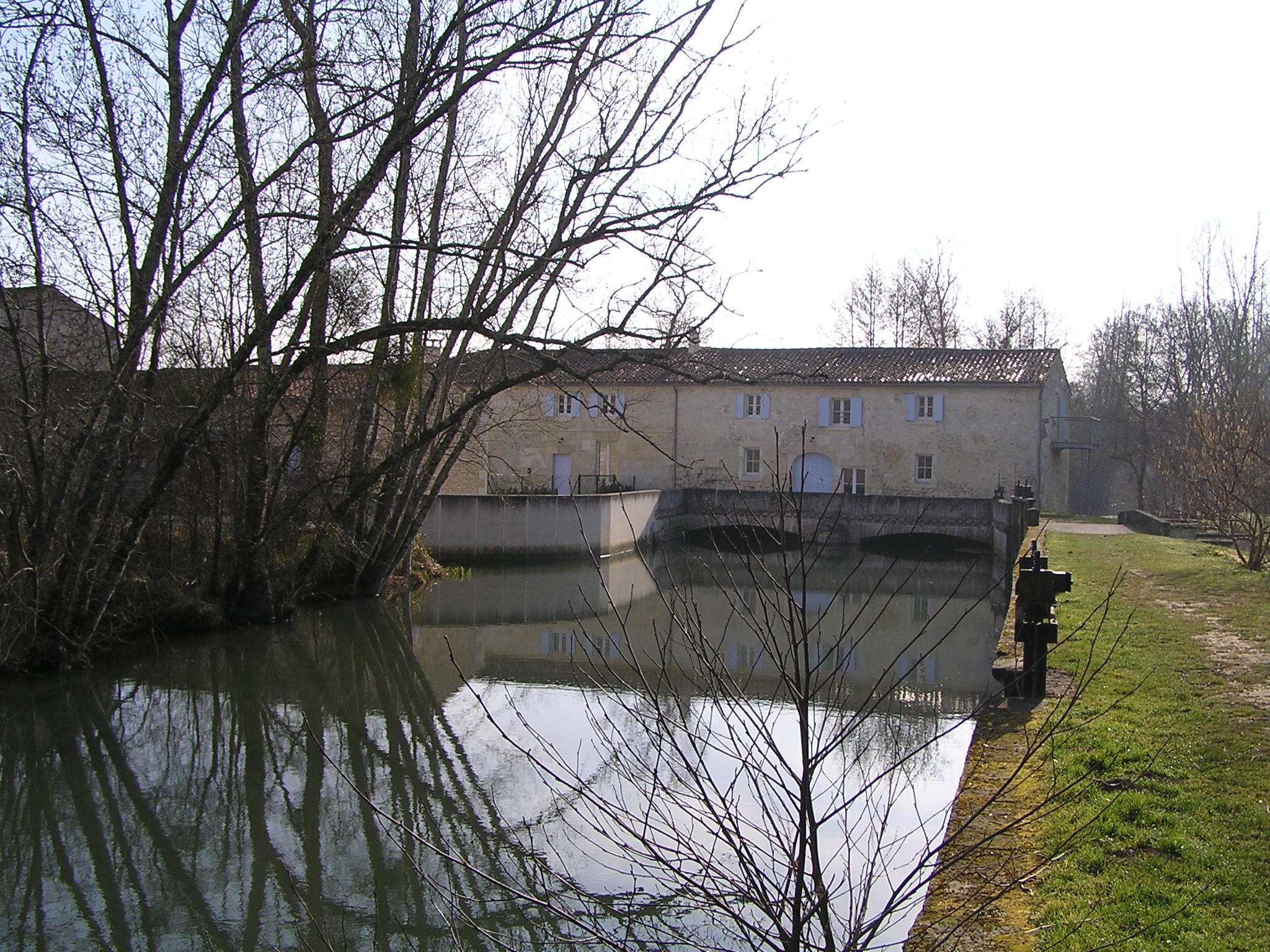
Le moulin de Préziers vu de sa chaussée.

### Entretien du cours d’eau
La remise en état des ouvrages s’accompagne de la mise en place de passes à poissons et de passages à canoës.
De l’aval vers l’amont, le clapet du Buisson sur Javrezac a été revu fin 2008 avec remise en eau d’un bras mort.
En 2009 sont prévus des travaux au moulin des Angeliers à la limite de Javrezac et de Richemont, aux moulins des Basses-rues, de Boussac et de Bricoine sur Cherves-Richemont avec mise en place de seuils, remise en eau de bras et aménagements de passes à poissons et de passages à canoës.
Les ouvrages et la chaussée du moulin de Préziers, propriété de la Communauté de communes de Cognac, ont déjà été remis en état.

### Reconstitution de ripisylves
La reconstitution des ripisylves est l’action E2 du DOCOB qui se fait en partenariat entre :
- le SYMBA (syndicat mixte pour l’étude de la gestion et de l’aménagement du bassin de l’Antenne),
- la chambre d’agriculture,
- l’agence de l’eau Adour-Garonne.

À la suite d'une étude diagnostic portant sur tout le bassin versant, un « programme pluriannuel de restauration et d’entretien » (PPRE) a été mis en place. La première plantation a eu lieu en 2007 sur 400 mètres de berges avec des essences locales diversifiées : frêne élevé, aulne glutineux, érable champêtre, orme, sureau noir, cornouiller sanguin, noisetier, troène et viorne lantane.
Au total, 6 200 m de berges devraient être plantés, et 3 300 m complétés. Cela s'ajoute aux travaux d'entretien sur 27 986 m débroussaillés, 23 560 m d'élagages et 7 200 m d'arbres abattus.

### Maintien des pelouses calcaires
La commune de Saint-Sulpice-de-Cognac a signé un contrat Natura 2000. Elle pratique depuis 2006, en partenariat avec des bénévoles de Charente Nature et de la société française d’orchidophilie un entretien bisannuel adapté de la pelouse calciforme (avec l’accord des propriétaires). Cet entretien vise à maintenir le site ouvert et propice aux espèces rares que sont orchis odorant, astragale de Montpellier et biscutelle de Guillon.

### Préservation des visons
Pour ne pas nuire aux visons, la lutte contre les ragondins se fait uniquement par piégeage avec des cages munies d’une trappe d’échappement pour les visons. Les kits trappe d’échappement pour mettre les cages-pièges en conformité sont fournis gratuitement aux piégeurs. La lutte chimique par appâts empoisonnés est interdite.
Un autre risque pour les visons est d'être écrasés par un véhicule quand ils traversent les routes. La prévention des collisions se fera par un aménagement progressif de banquettes sous les ponts permettant aux visons de franchir la route sans monter sur la chaussée. En effet le vison s’il ne peut continuer sur la berge ne passe pas dans l’eau mais remonte traverser la route ce que la loutre fera plus rarement.

### Chartes Natura 2000
La signature d’une charte Natura 2000 se fait parcelle par parcelle pour cinq ans et permet au propriétaire de contractualiser son adhésion à de bonnes pratiques de gestion en contrepartie d’une exonération de la part communale de la Taxe sur le Foncier Non-Bâti (TFNB) sur cette parcelle.
Les recommandations générales sont l’engagement de ne pas détruire les habitats et les espèces communautaires, de n’y réaliser aucun apport (remblais en particulier) et d’autoriser l’entrée aux animateurs du site. Mandataires et prestataires doivent être informés du contenu de la charte. Les traitements phytosanitaires sont proscrits sauf autorisation spéciale du comité technique. Les travaux doivent être effectués à des dates recommandées (fauchage après le 15 juin ou le 25 juillet par exemple).

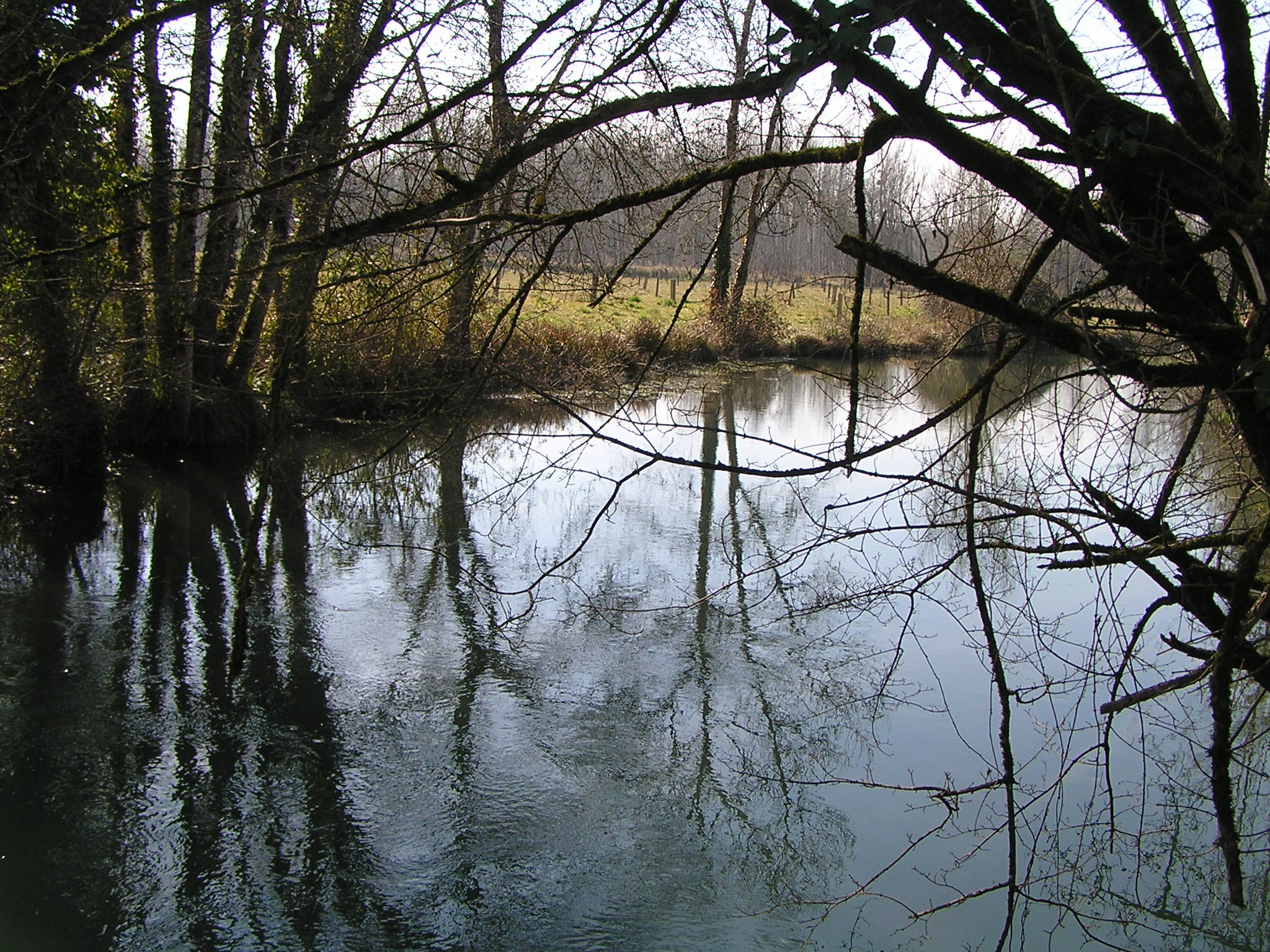
L’Antenne au Seure.

Elle se décline en chartes « rivière et cours d’eau », « zone basse inondable », « boisements alluviaux spontanés », « boisements de production », « boisements mixtes », « boisement thermophile de chênes verts », « ripisylve », « entretien et restauration de haies », « prairies de fauche », « pelouse calciforme », « cavités souterraines et gites de reproductions à chauves-souris ».
D’autres fiches sont destinées aux collectivités et entreprises : « entretien des sentiers de randonnée », « entretien des bords de routes et chemins », « entretien des ouvrages », « entretien des réseaux énergétiques et de communication ». Elles ont toutes été adoptées le 25 février 2009.

## Communication
Elle s’est faite par les publications de lettres de liaison « InfoSite » éditées par la LPO et distribuées dans les communes et sur le web.
Un site internet est en cours d’élaboration. Bien que déjà accessible, sa mise en service est prévue pour fin 2009.